# Papiss Cissé
Pour les articles homonymes, voir Cissé.
Ne doit pas être confondu avec Papis Cissé.
Papiss Cissé, né le 3 juin 1985 à Dakar, est un footballeur international sénégalais évoluant au poste d'avant-centre.

## Biographie

### En club

#### Débuts au Sénégal
Papiss Cissé débute dans les navétanes, d'abord avec Darou, à Grand Yoff, puis avec Manko à Rufisque. Il rejoint ensuite l'AS Douanes avec qui il remporte la coupe du Sénégal et termine deuxième du championnat en 2004. Il rejoint la France et le FC Metz à l'issue de cette saison.

#### Débuts en France
Après être passé par Cherbourg en 2005-06, il revient à Metz pour compléter l'attaque et combler le départ d'Hervé Tum parti au RC Strasbourg. Il devient vite un élément offensif important et contribue activement à la remontée en première division en inscrivant 12 buts, formant la meilleure paire d'attaquants de la Ligue 2 avec son compère Babacar Gueye.
Fréquemment titulaire en Ligue 1 au début de la saison 2007-2008, il perd progressivement sa place au sein de l'équipe puis du groupe. À la recherche de temps de jeu, il est prêté le 20 décembre 2007 à Châteauroux en Ligue 2 pour une durée de six mois puis revient au FC Metz en Ligue 2 à l'orée de la saison 2008-2009. Il s'y impose comme un titulaire indiscutable avec de nombreux buts à son actif, tapant de l'œil de nombreux clubs européens.

#### Fribourg
Il s'engage avec le club allemand du SC Fribourg pendant le mercato hivernal de la saison 2009-2010. Le transfert de l'attaquant sénégalais s'élèverait à 1,6 million d'euros. Il inscrit son tout premier but avec sa nouvelle équipe du SC Fribourg lors de 22e journée de Bundesliga.
Il forme un redoutable duo d'attaque en compagnie de l'ancienne pépite messine Jonathan Jäger réussissant notamment un excellent début de saison 2010-2011 avec le club de la Forêt-Noire (13 buts en 16 journées) et parvenant à faire oublier à la pointe de l'attaque, le Camerounais Mo Idrissou parti à Mönchengladbach.
Son rendement à la pointe de l'attaque fribourgeoise est tel que la presse locale donne à l'ex-Messin le surnom de FC Cissé tant le début de saison de son équipe au cours de cette saison est dû en grande partie à son joueur sénégalais.
Durant le mercato d'été 2011, Cissé clame son envie de quitter Fribourg, mais son club estime toutefois les offres reçues insuffisantes.

#### Newcastle
Pendant le mercato hivernal de 2012, Cissé signe pour cinq ans et demi à Newcastle United pour un montant estimé de 12 millions d'euros, rejoignant ainsi son compatriote Demba Ba.
Le 5 février 2012, lors de son premier match avec Newcastle, il inscrit le but de la victoire face à Aston Villa en Premier League (victoire 2 buts à 1). Il fera trembler les filets à nouveau la 26e journée contre Wolverhampton (2-2) et lors de la victoire 1-0 de Newcastle à domicile contre Norwich City.
Il réalise des débuts fantastiques avec 11 buts en 10 matchs et forme avec Demba Ba une des meilleures paires du championnat anglais. Le 2 mai 2012, lors d'un match décisif pour la qualification en Ligue des Champions face à Chelsea, Papiss Cissé signe un magnifique doublé, dont une reprise de demi-volée de l'extérieur du pied droit à la 94e minute du match, qui, après une trajectoire incurvée, finit sa course dans la lucarne opposée de Petr Čech. Il s'agit alors de son 13e but en 12 matchs de championnat.
En 2012, il affirme, en tant que musulman, ne pas pouvoir porter le futur maillot de Newcastle sur lequel figure le nouveau sponsor, la société de crédit Wonga ; la Charia, la loi islamique, interdisant en effet l'emprunt à crédit : Demba Ba, Hatem Ben Arfa et Cheik Tioté adoptent la même position,.
Le 24 février 2013, Cissé inscrit un but avec Newcastle contre Southampton et permet aux magpies de l'emporter 4-2. Sur un dégagement du gardien, l'attaquant reprend le ballon sans contrôle et lobe le portier adverse.

#### Shandong Luneng
Après une saison 2015-2016 décevante, Cissé quitte le club relégué en Championship et s'engage avec le club chinois du Shandong Luneng. Papiss marque son premier but avec Shandong Luneng contre Hangzhou Greentown (victoire 4-1).

#### Alanyaspor
Après deux années passées en Chine, l'attaquant rejoint le club turc d'Alanyaspor, en première division turque, pour un contrat de deux ans. Après avoir inscrit deux buts face au club de Göztepe lors de la 29e journée de Süper Lig de la saison 2019-2020, il devient le meilleur buteur de l’histoire du club avec 35 buts en 53 matchs, en battant le record de 33 buts en 42 matchs de Vágner Love. Il quitte le club en septembre 2020.

#### Fenerbahçe
Le 1er octobre 2020, Cissé signe au Fenerbahçe SK pour un an avec une année optionnelle.
Deux jours plus tard, Cissé joue son premier match en remplaçant Mbwana Aly Samatta contre le Fatih Karagümrük lors de la quatrième journée de Süper Lig.

#### De retour en France
Papiss est de retour en France à l’Amiens SC, club de Ligue 2 BKT, pour une saison où il portera le numéro 18. Il fait plutôt une bonne saison, bien que son âge et son physique ne lui permettent plus d'être aussi performant. Il plantera un triplé contre Niort lors de la 21e journée du championnat.

#### Retour de retraite
Après avoir pris sa retraite en 2023, il revient de nouveau en 2025 et signé au club du Al Qabila Football Club au Emirats. Actuellement en quatrième division des Émirats arabes unis.

### En sélection
Il est titularisé en équipe nationale du Sénégal pour la première fois le 9 octobre 2010. Il inscrit trois des sept buts de son équipe contre l'Île Maurice. Lors de la coupe d'Afrique des nations de 2012 Cissé ne marque pas de but. Il met fin à cette disette contre l'Ouganda lors des qualifications de la coupe d'Afrique 2013.
Lors des éliminatoires de la Coupe de monde 2014, le Sénégal est dans le groupe J composé aussi du Liberia, de l'Ouganda et de l'Angola. Il ouvre le score contre l'Ouganda puis contre l'Angola, mais les 2 matchs se terminent sur une égalité (1-1). Le 16 juin 2013, pour la 5e journée des éliminatoires il marque un doublé contre le Liberia (2-0) permettant au Sénégal de connaître sa première victoire depuis un an. Cette victoire permet au Sénégal de reprendre la tête de son groupe. Auteur de 4 buts, il est le meilleur buteur du groupe J.

## Statistiques
| Saison                | Club                  | Championnat           | Championnat | Championnat | Coupe nationale | Coupe nationale | Coupe de la Ligue | Coupe de la Ligue | Compétition(s) continentale(s) | Compétition(s) continentale(s) | Compétition(s) continentale(s) | Sénégal | Sénégal | Total | Total |
| Saison                | Club                  | Division              | M.          | B.          | M.              | B.              | M.                | B.                | Comp.                          | M.                             | B.                             | M.      | B.      | M.    | B.    |
| 2003-2004             | AS Douanes            | Division 1            | 26          | 23          | -               | -               | -                 | -                 | -                              | -                              | -                              | -       | -       | 26    | 23    |
| Sous-total            | Sous-total            | Sous-total            | 26          | 23          | -               | -               | -                 | -                 | -                              | -                              | -                              | -       | -       | 26    | 23    |
| 2004-2005             | FC Metz B             | CFA                   | 10          | 3           | -               | -               | -                 | -                 | -                              | -                              | -                              | -       | -       | 10    | 3     |
| 2005-2006             | FC Metz B             | CFA                   | 3           | 0           | -               | -               | -                 | -                 | -                              | -                              | -                              | -       | -       | 3     | 0     |
| Sous-total            | Sous-total            | Sous-total            | 13          | 3           | -               | -               | -                 | -                 | -                              | -                              | -                              | -       | -       | 13    | 3     |
| 2005-2006             | FC Metz               | Ligue 1               | 1           | 0           | -               | -               | -                 | -                 | -                              | -                              | -                              | -       | -       | 1     | 0     |
| 2006-2007             | FC Metz               | Ligue 2               | 32          | 12          | 2               | 0               | 1                 | 0                 | -                              | -                              | -                              | -       | -       | 35    | 12    |
| 2007-2008             | FC Metz               | Ligue 1               | 9           | 0           | -               | -               | -                 | -                 | -                              | -                              | -                              | -       | -       | 9     | 0     |
| 2008-2009             | FC Metz               | Ligue 2               | 37          | 15          | -               | -               | 1                 | 0                 | -                              | -                              | -                              | 1       | 0       | 39    | 15    |
| 2009-2010             | FC Metz               | Ligue 2               | 16          | 8           | 2               | 1               | 3                 | 1                 | -                              | -                              | -                              | 3       | 2       | 24    | 12    |
| Sous-total            | Sous-total            | Sous-total            | 95          | 35          | 4               | 1               | 5                 | 1                 | -                              | -                              | -                              | 4       | 2       | 108   | 39    |
| 2005-2006             | AS Cherbourg (prêt)   | National              | 28          | 11          | -               | -               | -                 | -                 | -                              | -                              | -                              | -       | -       | 28    | 11    |
| 2007-2008             | LB Châteauroux (prêt) | Ligue 2               | 15          | 4           | -               | -               | -                 | -                 | -                              | -                              | -                              | -       | -       | 15    | 4     |
| Sous-total            | Sous-total            | Sous-total            | 43          | 15          | -               | -               | -                 | -                 | -                              | -                              | -                              | -       | -       | 43    | 15    |
| 2009-2010             | SC Fribourg           | Bundesliga            | 16          | 6           | -               | -               | -                 | -                 | -                              | -                              | -                              | 1       | 0       | 17    | 6     |
| 2010-2011             | SC Fribourg           | Bundesliga            | 32          | 22          | 2               | 2               | -                 | -                 | -                              | -                              | -                              | 6       | 5       | 40    | 29    |
| 2011-2012             | SC Fribourg           | Bundesliga            | 17          | 9           | -               | -               | -                 | -                 | -                              | -                              | -                              | 5       | 2       | 22    | 11    |
| Sous-total            | Sous-total            | Sous-total            | 65          | 37          | 2               | 2               | -                 | -                 | -                              | -                              | -                              | 12      | 7       | 79    | 46    |
| 2011-2012             | Newcastle United      | Premier League        | 14          | 13          | -               | -               | -                 | -                 | -                              | -                              | -                              | 9       | 4       | 23    | 17    |
| 2012-2013             | Newcastle United      | Premier League        | 36          | 8           | -               | -               | 1                 | 1                 | C3                             | 10                             | 4                              | 2       | 1       | 49    | 14    |
| 2013-2014             | Newcastle United      | Premier League        | 24          | 2           | 1               | 1               | 2                 | 1                 | -                              | -                              | -                              | 3       | 1       | 30    | 5     |
| 2014-2015             | Newcastle United      | Premier League        | 22          | 11          | -               | -               | -                 | -                 | -                              | -                              | -                              | 4       | 1       | 26    | 12    |
| 2015-2016             | Newcastle United      | Premier League        | 21          | 3           | -               | -               | -                 | -                 | -                              | -                              | -                              | -       | -       | 21    | 3     |
| Sous-total            | Sous-total            | Sous-total            | 117         | 37          | 1               | 1               | 3                 | 2                 | -                              | 10                             | 4                              | 18      | 7       | 149   | 51    |
| 2016                  | Shandong Luneng       | Super League          | 13          | 5           | -               | -               | -                 | -                 | -                              | -                              | -                              | -       | -       | 13    | 5     |
| 2017                  | Shandong Luneng       | Super League          | 18          | 11          | 2               | 0               | -                 | -                 | -                              | -                              | -                              | -       | -       | 20    | 11    |
| 2018                  | Shandong Luneng       | Super League          | 0           | 0           | 1               | 2               | -                 | -                 | -                              | -                              | -                              | -       | -       | 1     | 2     |
| Sous-total            | Sous-total            | Sous-total            | 32          | 16          | 3               | 2               | -                 | -                 | -                              | -                              | -                              | -       | -       | 35    | 18    |
| 2018-2019             | Alanyaspor            | Süper Lig             | 26          | 16          | 1               | 0               | -                 | -                 | -                              | -                              | -                              | -       | -       | 27    | 16    |
| 2019-2020             | Alanyaspor            | Süper Lig             | 32          | 22          | 6               | 4               | -                 | -                 | -                              | -                              | -                              | -       | -       | 38    | 26    |
| Sous-total            | Sous-total            | Sous-total            | 58          | 38          | 7               | 4               | -                 | -                 | -                              | -                              | -                              | -       | -       | 65    | 42    |
| 2020-2021             | Fenerbahçe SK         | Süper Lig             | 25          | 5           | 3               | 0               | -                 | -                 | -                              | -                              | -                              | -       | -       | 28    | 5     |
| Sous-total            | Sous-total            | Sous-total            | 25          | 5           | 3               | 0               | -                 | -                 | -                              | -                              | -                              | -       | -       | 28    | 5     |
| 2021-2022             | Çaykur Rizespor       | Süper Lig             | 14          | 2           | -               | -               | -                 | -                 | -                              | -                              | -                              | -       | -       | 14    | 2     |
| Sous-total            | Sous-total            | Sous-total            | 14          | 2           | -               | -               | -                 | -                 | -                              | -                              | -                              | -       | -       | 14    | 2     |
| Total sur la carrière | Total sur la carrière | Total sur la carrière | 488         | 211         | 20              | 10              | 8                 | 3                 | -                              | 10                             | 4                              | 34      | 16      | 560   | 244   |

## Palmarès

### En club
AS Douanes
- Coupe du Sénégal de football (1) :
  - Vainqueur : 2004

 FC Metz
- Ligue 2 (1) :
  - Champion : 2006-07.

### Distinctions personnelles
- Soulier d'or africain pour la saison 2011-2012